# Georg Breitner
Georg Breitner (* 18. Juni 1968 in Wiesbaden) ist ein deutscher Klassischer Archäologe und Denkmalpfleger. Von 2018 bis 2023 war er Landeskonservator und Landesarchäologe des Saarlandes. Seit August 2023 ist er als Diözesankonservator des Bistums Trier Leiter des Amtes für Kirchliche Denkmalpflege.

## Leben
Breitner studierte Klassische Archäologie, Christliche Archäologie, Byzantinische Kunstgeschichte und Vor- und Frühgeschichte an der Universität Mainz und wurde dort 2005 im Fachbereich Geschichts- und Kulturwissenschaften mit der Dissertation Simulacra artis pretio metienda: Studien zur Erforschung spätantiker mythologischer Rundplastik im Fach Klassische Archäologie promoviert. Von 2006 bis 2008 war er wissenschaftlicher Leiter verschiedener Stadtgrabungen am Rheinischen Landesmuseum Trier, Leiter einer mittelalterlichen Stadtgrabung des Landesamts für Denkmalpflege und Archäologie Sachsen-Anhalt in Halle/Saale sowie Lehrbeauftragter an der Universität Trier sowie an der Hochschule Trier. Von 2009 bis 2018 war er wissenschaftlicher Leiter des Planarchivs des Rheinischen Landesmuseum Trier, ab 2013 dort auch wissenschaftlicher Referent und Leiter der Stabsstelle UNESCO-Welterbe der Generaldirektion Kulturelles Erbe Rheinland-Pfalz (GDKE). Im Dezember 2018 wurde er Leiter des Landesdenkmalamtes Saarland, Landeskonservator und Landesarchäologe des Saarlandes. Im August 2023 trat er sein neues Amt als Diözesankonservator und Leiter des Amtes für kirchliche Denkmalpflege des Bistums Trier an.
Breitner leitete verschiedene Projekte zur Rekonstruktion baulicher Zeugnisse der römischen Antike, initiierte mehrere Kooperationen und Forschungsprojekte, unter anderem ein Pilotprojekt zur Digitalisierung römischer Wandmalerei.
Seit 2019 setzt er sich, gemeinsam mit dem Landesdenkmalrat und der Deutschen Stiftung Denkmalschutz maßgeblich für den Erhalt und die Wiederanbringung des Bogenfeldes des Nordportals der frühgotischen Abteikirche St. Mauritius in Tholey ein, ein Denkmal von nationalem Rang, das durch die Abteileitung eigenmächtig und ohne Rücksprache abgemeißelt worden war und initiiert dazu ein überregional besetztes Expertengremium.
Georg Breitner ist Mitglied der Koldewey-Gesellschaft, seit 2009 Vorstandsmitglied des Rheinischen Vereins für Denkmalpflege und Landschaftsschutz e. V. (Regionalverband Trier) und seit 2019 Vorstandsmitglied des Instituts für Steinkonservierung e. V. 2019 hat er den Vorsitz der Jury zum saarländischen Denkmalpflegepreis übernommen. Breitner lebt mit seiner Familie in Kasel bei Trier.

## Veröffentlichungen (Auswahl)
- Simulacra artis pretio metienda: Studien zur Erforschung spätantiker mythologischer Rundplastik. Dissertation Mainz 2005 (Digitalisat).